# The Beatles Box
The Beatles Box ist das siebte Kompilationsalbum der britischen Gruppe The Beatles nach deren Trennung, das bisher veröffentlichte Aufnahmen beinhaltet. Das Album erschien am 3. November 1980 in Großbritannien.

## Entstehung
World Records, der Mailorder-Versand der EMI, veröffentlichte über zehn Jahre nach der Trennung der Beatles das bisher umfangreichste Kompilationset der Beatles. Während die beiden Doppelalben 1962–1966 und 1967–1970 insgesamt 53 Lieder umfassen, beinhaltet The Beatles Box auf acht Alben 126 Lieder, die überwiegend chronologisch nach deren Erscheinungsdatum angeordnet sind. Ausnahme ist, dass die Lieder des Albums Let It Be vor denen von Abbey Road angeordnet werden. Dies könnte darin begründet sein, dass das Album Let It Be größtenteils vor Abbey Road eingespielt wurde. Die Zusammenstellung der Lieder der Alben erfolgte von Simon Sinclair.
Für Werbezwecke wurde eine Flexidisc produziert, die Ausschnitte von Liedern beinhaltet. Neben dem britischen Mailorder-Versand wurde die Box auch in Japan hergestellt. In Deutschland wurde die Box nicht veröffentlicht, dafür allerdings von Reader’s Digest in der Schweiz, inkl. eines mehrsprachigen Booklets in Deutsch/Französisch/Italienisch; die enthaltenen LPs wurden in Großbritannien hergestellt.
Einige Versionen von Liedern des Kompilationsalbums wurden in Großbritannien erstmals auf einer Langspielplatte veröffentlicht oder waren schwer erhältlich:
zu 1. Love Me Do
Bei dieser Version handelt es sich um die mit Ringo Starr am Schlagzeug eingespielte britische Singleveröffentlichung.
zu 14. All My Loving
Diese Version hat ein Hi-Hat-Intro von Ringo Starr, die ursprünglich auf der deutschen Stereopressung von With the Beatles veröffentlicht wurde.
zu 24. And I Love Her
Verwendet wurde die etwas längere deutsche Version des Liedes auf dem Album Something New, basierend auf der britischen Abmischung.
zu 31. She’s a Woman
Erstmals wurde She’s a Woman in Großbritannien in Stereo veröffentlicht.
zu 55. Day Tripper
Bei dieser Version handelt es sich um die US-amerikanische Stereoabmischung, vom Album Yesterday and Today.
zu 65. Paperback Writer
Bei dieser Version handelt es sich um die US-amerikanische Stereoabmischung, die ursprünglich auf Hey Jude veröffentlicht wurde.
zu 69. I’m Only Sleeping
Bei dieser Version handelt es sich um die US-amerikanische Stereoabmischung, vom Album Yesterday and Today.
zu 77. Penny Lane
Bei dieser Stereoversion von Penny Lane wurde eine kurze eingespielte Sequenz einer Piccolotrompete angefügt, die vorher ausschließlich für die US-amerikanische Mono-Promotionsingle verwendet wurde. Die Editierung erfolgte von den Toningenieuren John Palladino und George Irwin. Die Erstveröffentlichung erfolgte auf dem US-amerikanischen Album Rarities.
zu 88. All You Need Is Love
Die hier verwendete Monoversion von All You Need Is Love ist 15 Sekunden länger als die Stereoversion.
zu 89. Baby You’re a Rich Man
Erstmals wurde eine Stereoversion von Baby You’re a Rich Man in Großbritannien veröffentlicht, diese Version stammt von der deutschen Ausgabe der LP Magical Mystery Tour.
zu 93. I Am the Walrus
Für das US-amerikanische Album Rarities wurde eine neue Version von I Am the Walrus von den Toningenieuren John Palladino und George Irwin hergestellt, bei der die britische Stereoversion der EP Magical Mystery Tour mit der US-amerikanischen Mono-Singleversion zusammengefügt wurde. Diese Version wurde hier übernommen.
zu 106. Don’t Pass Me By
Die Monoversion Don’t Pass Me By unterscheidet sich deutlich hörbar von der Stereoversion.
zu 101. The Continuing Story of Bungalow Bill
Beim Lied The Continuing Story of Bungalow Bill wurde das Gitarren-Intro gekürzt.
zu 125./126. The End / Her Majesty
Auf dem Album Abbey Road beträgt die Pause zwischen den beiden Liedern 15 Sekunden, auf der The Beatles Box lediglich fünf Sekunden.
The Beatles Box konnte sich nicht in den britischen Charts platzieren, da es nur über den Versandhandel erhältlich war und diese Verkäufe nicht erfasst wurden. Die Produktion der Box wurde im Jahr 1982 eingestellt.

## Wiederveröffentlichung
Im Juli 1987 wurde die Box als Musikkassetten-Box veröffentlicht.
Das Album  The Beatles Box wurde bisher nicht legal auf CD veröffentlicht.

## Covergestaltung
Das Design der acht Cover stammt von Frank Watkin. Jedes der acht Schallplattencover hat ein individuelles Bild. Die acht Alben sind von einer Pappbox umschlossen, die von außen eine Holzkiste abbildet, auf der eingebrannt „From Liverpool“ steht und ein Aufkleber zu sehen ist auf dem der Titel des Kompilationsalbums The Beatles Box steht.
Die kurze Abhandlung über die Geschichte der Beatles sowie die Kommentare über die einzelnen Lieder wurde von Hugh Marshall verfasst.

## Titelliste
LP 1
Seite 1
| Nr. | Titel                        | Autor                  | Leadgesang       | Länge | Erstveröffentlichung       |
| --- | ---------------------------- | ---------------------- | ---------------- | ----- | -------------------------- |
| 01  | Love Me Do                   | Lennon/McCartney       | McCartney        | 2:23  | vom Album Please Please Me |
| 02  | P.S. I Love You              | Lennon/McCartney       | McCartney        | 2:04  | vom Album Please Please Me |
| 03  | I Saw Her Standing There     | Lennon/McCartney       | McCartney        | 2:55  | vom Album Please Please Me |
| 04  | Please Please Me             | Lennon/McCartney       | Lennon           | 2:03  | vom Album Please Please Me |
| 05  | Misery                       | Lennon/McCartney       | Lennon/McCartney | 1:49  | vom Album Please Please Me |
| 06  | Do You Want to Know a Secret | Lennon/McCartney       | Harrison         | 1:56  | vom Album Please Please Me |
| 07  | A Taste of Honey             | Ric Marlow/Bobby Scott | McCartney        | 2:03  | vom Album Please Please Me |
| 08  | Twist and Shout              | Medley/Russell         | Lennon           | 2:32  | vom Album Please Please Me |

Seite 2
| Nr. | Titel                      | Autor                                        | Leadgesang       | Länge | Erstveröffentlichung              |
| --- | -------------------------- | -------------------------------------------- | ---------------- | ----- | --------------------------------- |
| 09  | From Me to You             | Lennon/McCartney                             | Lennon/McCartney | 1:57  | Single-A-Seite                    |
| 10  | Thank You Girl             | Lennon/McCartney                             | Lennon           | 2:01  | Single-B-Seite von From Me to You |
| 11  | She Loves You              | Lennon/McCartney                             | Lennon/McCartney | 2:22  | Single-A-Seite                    |
| 12  | It Won’t Be Long           | Lennon/McCartney                             | Lennon           | 2:13  | vom Album With the Beatles        |
| 13  | Please Mr. Postman         | Garrett/Dobbins/Brian Holland/Gorman/Bateman | Lennon           | 2:34  | vom Album With the Beatles        |
| 14  | All My Loving              | Lennon/McCartney                             | McCartney        | 2:08  | vom Album With the Beatles        |
| 15  | Roll Over Beethoven        | Chuck Berry                                  | Harrison         | 2:45  | vom Album With the Beatles        |
| 16  | Money (That’s What I Want) | Janie Bradford/Berry Gordy                   | Lennon           | 2:49  | vom Album With the Beatles        |

LP 2
Seite 1
| Nr. | Titel                      | Autor            | Leadgesang       | Länge | Erstveröffentlichung                        |
| --- | -------------------------- | ---------------- | ---------------- | ----- | ------------------------------------------- |
| 17  | I Want to Hold Your Hand   | Lennon/McCartney | Lennon/McCartney | 2:26  | Single-A-Seite                              |
| 18  | This Boy                   | Lennon/McCartney | Lennon/McCartney | 2:12  | Single-B-Seite von I Want to Hold Your Hand |
| 19  | Can’t Buy Me Love          | Lennon/McCartney | McCartney        | 2:13  | vom Album A Hard Day’s Night                |
| 20  | You Can’t Do That          | Lennon/McCartney | Lennon           | 2:35  | vom Album A Hard Day’s Night                |
| 21  | A Hard Day’s Night         | Lennon/McCartney | Lennon/McCartney | 2:34  | vom Album A Hard Day’s Night                |
| 22  | I Should Have Known Better | Lennon/McCartney | Lennon           | 2:43  | vom Album A Hard Day’s Night                |
| 23  | If I Fell                  | Lennon/McCartney | Lennon           | 2:19  | vom Album A Hard Day’s Night                |
| 24  | And I Love Her             | Lennon/McCartney | McCartney        | 2:35  | vom Album A Hard Day’s Night                |

Seite 2
| Nr. | Titel                | Autor                                               | Leadgesang | Länge | Erstveröffentlichung           |
| --- | -------------------- | --------------------------------------------------- | ---------- | ----- | ------------------------------ |
| 25  | Things We Said Today | Lennon/McCartney                                    | McCartney  | 2:35  | vom Album A Hard Day’s Night   |
| 26  | I’ll Be Back         | Lennon/McCartney                                    | Lennon     | 2:24  | vom Album A Hard Day’s Night   |
| 27  | Long Tall Sally      | Enotris Johnson/ Richard Penniman/ Robert Blackwell | McCartney  | 2:00  | von der EP Long Tall Sally     |
| 28  | I Call Your Name     | Lennon/McCartney                                    | Lennon     | 2:09  | von der EP Long Tall Sally     |
| 29  | Matchbox             | Carl Perkins                                        | Starr      | 1:59  | von der EP Long Tall Sally     |
| 30  | Slow Down            | Larry Williams                                      | Lennon     | 2:54  | von der EP Long Tall Sally     |
| 31  | She’s a Woman        | Lennon/McCartney                                    | McCartney  | 2:57  | Single-B-Seite von I Feel Fine |
| 32  | I Feel Fine          | Lennon/McCartney                                    | Lennon     | 2:19  | Single-A-Seite                 |

LP 3
Seite 1
| Nr. | Titel                                      | Autor                                 | Leadgesang       | Länge | Erstveröffentlichung       |
| --- | ------------------------------------------ | ------------------------------------- | ---------------- | ----- | -------------------------- |
| 33  | Eight Days a Week                          | Lennon/McCartney                      | Lennon/McCartney | 2:45  | vom Album Beatles for Sale |
| 34  | No Reply                                   | Lennon/McCartney                      | Lennon           | 2:15  | vom Album Beatles for Sale |
| 35  | I’m a Loser                                | Lennon/McCartney                      | Lennon           | 2:31  | vom Album Beatles for Sale |
| 36  | I’ll Follow the Sun                        | Lennon/McCartney                      | McCartney        | 1:46  | vom Album Beatles for Sale |
| 37  | Mr. Moonlight                              | Johnson                               | Lennon           | 2:33  | vom Album Beatles for Sale |
| 38  | Every Little Thing                         | Lennon/McCartney                      | McCartney        | 2:01  | vom Album Beatles for Sale |
| 39  | I Don’t Want to Spoil the Party            | Lennon/McCartney                      | Lennon/McCartney | 2:33  | vom Album Beatles for Sale |
| 40  | Medley: a) Kansas City, b) Hey Hey Hey Hey | a) Leiber/Stoller b) Richard Penniman | McCartney        | 2:33  | vom Album Beatles for Sale |

Seite 2
| Nr. | Titel                             | Autor            | Leadgesang | Länge | Erstveröffentlichung     |
| --- | --------------------------------- | ---------------- | ---------- | ----- | ------------------------ |
| 41  | Ticket to Ride                    | Lennon/McCartney | Lennon     | 3:10  | vom Album Help!          |
| 42  | I’m Down                          | Lennon/McCartney | McCartney  | 2:32  | Single-B-Seite von Help! |
| 43  | Help!                             | Lennon/McCartney | Lennon     | 2:19  | vom Album Help!          |
| 44  | The Night Before                  | Lennon/McCartney | McCartney  | 2:34  | vom Album Help!          |
| 45  | You’ve Got to Hide Your Love Away | Lennon/McCartney | Lennon     | 2:09  | vom Album Help!          |
| 46  | I Need You                        | Harrison         | Harrison   | 2:28  | vom Album Help!          |
| 47  | Another Girl                      | Lennon/McCartney | McCartney  | 2:05  | vom Album Help!          |
| 48  | You’re Going to Lose That Girl    | Lennon/McCartney | Lennon     | 2:18  | vom Album Help!          |

LP 4
Seite 1
| Nr. | Titel                 | Autor            | Leadgesang       | Länge | Erstveröffentlichung |
| --- | --------------------- | ---------------- | ---------------- | ----- | -------------------- |
| 49  | Yesterday             | Lennon/McCartney | McCartney        | 2:05  | vom Album Help!      |
| 50  | Act Naturally         | Morrison/Russell | Starr            | 2:30  | vom Album Help!      |
| 51  | Tell Me What You See  | Lennon/McCartney | Lennon/McCartney | 2:37  | vom Album Help!      |
| 52  | It’s Only Love        | Lennon/McCartney | Lennon           | 1:56  | vom Album Help!      |
| 53  | You Like Me Too Much  | Harrison         | Harrison         | 2:36  | vom Album Help!      |
| 54  | I’ve Just Seen a Face | Lennon/McCartney | McCartney        | 2:05  | vom Album Help!      |
| 55  | Day Tripper           | Lennon/McCartney | Lennon/McCartney | 2:49  | Single-A-Seite       |
| 56  | We Can Work It Out    | Lennon/McCartney | McCartney        | 2:16  | Single-A-Seite       |

Seite 2
| Nr. | Titel                                | Autor            | Leadgesang | Länge | Erstveröffentlichung  |
| --- | ------------------------------------ | ---------------- | ---------- | ----- | --------------------- |
| 57  | Michelle                             | Lennon/McCartney | McCartney  | 2:42  | vom Album Rubber Soul |
| 58  | Drive My Car                         | Lennon/McCartney | McCartney  | 2:27  | vom Album Rubber Soul |
| 59  | Norwegian Wood (This Bird Has Flown) | Lennon/McCartney | Lennon     | 2:05  | vom Album Rubber Soul |
| 60  | You Won’t See Me                     | Lennon/McCartney | McCartney  | 3:18  | vom Album Rubber Soul |
| 61  | Nowhere Man                          | Lennon/McCartney | Lennon     | 2:40  | vom Album Rubber Soul |
| 62  | Girl                                 | Lennon/McCartney | Lennon     | 2:30  | vom Album Rubber Soul |
| 63  | I’m Looking Through You              | Lennon/McCartney | McCartney  | 2:23  | vom Album Rubber Soul |
| 64  | In My Life                           | Lennon/McCartney | Lennon     | 2:24  | vom Album Rubber Soul |

LP 5
Seite 1
| Nr. | Titel                      | Autor            | Leadgesang | Länge | Erstveröffentlichung                |
| --- | -------------------------- | ---------------- | ---------- | ----- | ----------------------------------- |
| 65  | Paperback Writer           | Lennon/McCartney | McCartney  | 2:31  | Single-A-Seite                      |
| 66  | Rain                       | Lennon/McCartney | Lennon     | 2:58  | Single-B-Seite von Paperback Writer |
| 67  | Here, There and Everywhere | Lennon/McCartney | McCartney  | 2:25  | vom Album Revolver                  |
| 68  | Taxman                     | Harrison         | Harrison   | 2:39  | vom Album Revolver                  |
| 69  | I’m Only Sleeping          | Lennon/McCartney | Lennon     | 3:01  | vom Album Revolver                  |
| 70  | Good Day Sunshine          | Lennon/McCartney | McCartney  | 2:08  | vom Album Revolver                  |
| 71  | Yellow Submarine           | Lennon/McCartney | Starr      | 2:41  | vom Album Revolver                  |

Seite 2
| Nr. | Titel                       | Autor            | Leadgesang | Länge | Erstveröffentlichung |
| --- | --------------------------- | ---------------- | ---------- | ----- | -------------------- |
| 72  | Eleanor Rigby               | Lennon/McCartney | McCartney  | 2:08  | vom Album Revolver   |
| 73  | And Your Bird Can Sing      | Lennon/McCartney | Lennon     | 2:00  | vom Album Revolver   |
| 74  | For No One                  | Lennon/McCartney | McCartney  | 2:00  | vom Album Revolver   |
| 75  | Doctor Robert               | Lennon/McCartney | Lennon     | 2:14  | vom Album Revolver   |
| 76  | Got to Get You into My Life | Lennon/McCartney | McCartney  | 2:29  | vom Album Revolver   |
| 77  | Penny Lane                  | Lennon/McCartney | McCartney  | 3:03  | Single-A-Seite       |
| 78  | Strawberry Fields Forever   | Lennon/McCartney | Lennon     | 4:10  | Single-A-Seite       |

LP 6
Seite 1
| Nr. | Titel                                 | Autor            | Leadgesang           | Länge | Erstveröffentlichung                            |
| --- | ------------------------------------- | ---------------- | -------------------- | ----- | ----------------------------------------------- |
| 79  | Sgt. Pepper’s Lonely Hearts Club Band | Lennon/McCartney | McCartney            | 2:02  | vom Album Sgt. Pepper’s Lonely Hearts Club Band |
| 80  | With a Little Help from My Friends    | Lennon/McCartney | Starr                | 2:44  | vom Album Sgt. Pepper’s Lonely Hearts Club Band |
| 81  | Lucy in the Sky with Diamonds         | Lennon/McCartney | Lennon               | 3:28  | vom Album Sgt. Pepper’s Lonely Hearts Club Band |
| 82  | Fixing a Hole                         | Lennon/McCartney | McCartney            | 2:36  | vom Album Sgt. Pepper’s Lonely Hearts Club Band |
| 83  | She’s Leaving Home                    | Lennon/McCartney | McCartney            | 3:35  | vom Album Sgt. Pepper’s Lonely Hearts Club Band |
| 84  | Being for the Benefit of Mr. Kite!    | Lennon/McCartney | Lennon               | 2:37  | vom Album Sgt. Pepper’s Lonely Hearts Club Band |
| 85  | A Day in the Life                     | Lennon/McCartney | Lennon und McCartney | 5:39  | vom Album Sgt. Pepper’s Lonely Hearts Club Band |

Seite 2
| Nr. | Titel                   | Autor            | Leadgesang | Länge | Erstveröffentlichung                            |
| --- | ----------------------- | ---------------- | ---------- | ----- | ----------------------------------------------- |
| 86  | When I’m Sixty-Four     | Lennon/McCartney | McCartney  | 2:37  | vom Album Sgt. Pepper’s Lonely Hearts Club Band |
| 87  | Lovely Rita             | Lennon/McCartney | McCartney  | 2:42  | vom Album Sgt. Pepper’s Lonely Hearts Club Band |
| 88  | All You Need Is Love    | Lennon/McCartney | Lennon     | 3:57  | Single-A-Seite                                  |
| 89  | Baby You’re a Rich Man  | Lennon/McCartney | Lennon     | 2:58  | Single-B-Seite von All You Need Is Love         |
| 90  | Magical Mystery Tour    | Lennon/McCartney | McCartney  | 2:51  | von der EP Magical Mystery Tour                 |
| 91  | Your Mother Should Know | Lennon/McCartney | McCartney  | 2:33  | von der EP Magical Mystery Tour                 |
| 92  | The Fool on the Hill    | Lennon/McCartney | McCartney  | 3:00  | von der EP Magical Mystery Tour                 |
| 93  | I Am the Walrus         | Lennon/McCartney | Lennon     | 4:35  | von der EP Magical Mystery Tour                 |

LP 7
Seite 1
| Nr. | Titel                        | Autor            | Leadgesang | Länge | Erstveröffentlichung        |
| --- | ---------------------------- | ---------------- | ---------- | ----- | --------------------------- |
| 94  | Hello, Goodbye               | Lennon/McCartney | McCartney  | 3:31  | Single-A-Seite              |
| 95  | Lady Madonna                 | Lennon/McCartney | McCartney  | 2:17  | Single-A-Seite              |
| 96  | Hey Jude                     | Lennon/McCartney | McCartney  | 7:08  | Single-A-Seite              |
| 97  | Revolution                   | Lennon/McCartney | Lennon     | 3:21  | Single-B-Seite von Hey Jude |
| 98  | Back in the U.S.S.R.         | Lennon/McCartney | McCartney  | 2:45  | vom Album The Beatles       |
| 99  | Ob-La-Di, Ob-La-Da           | Lennon/McCartney | McCartney  | 3:05  | vom Album The Beatles       |
| 100 | While My Guitar Gently Weeps | Harrison         | Harrison   | 4:45  | vom Album The Beatles       |

Seite 2
| Nr. | Titel                                 | Autor            | Leadgesang | Länge | Erstveröffentlichung       |
| --- | ------------------------------------- | ---------------- | ---------- | ----- | -------------------------- |
| 101 | The Continuing Story of Bungalow Bill | Lennon/McCartney | Lennon     | 3:14  | vom Album The Beatles      |
| 102 | Happiness Is a Warm Gun               | Lennon/McCartney | Lennon     | 2:43  | vom Album The Beatles      |
| 103 | Martha My Dear                        | Lennon/McCartney | McCartney  | 2:28  | vom Album The Beatles      |
| 104 | I’m So Tired                          | Lennon/McCartney | Lennon     | 2:03  | vom Album The Beatles      |
| 105 | Piggies                               | Harrison         | Harrison   | 2:04  | vom Album The Beatles      |
| 106 | Don’t Pass Me By                      | Starkey          | Starr      | 3:50  | vom Album The Beatles      |
| 107 | Julia                                 | Lennon/McCartney | Lennon     | 2:54  | vom Album The Beatles      |
| 108 | All Together Now                      | Lennon/McCartney | McCartney  | 2:11  | vom Album Yellow Submarine |

LP 8
Seite 1
| Nr. | Titel                       | Autor            | Leadgesang       | Länge | Erstveröffentlichung        |
| --- | --------------------------- | ---------------- | ---------------- | ----- | --------------------------- |
| 109 | Get Back                    | Lennon/McCartney | McCartney        | 3:09  | vom Album Let It Be         |
| 110 | Don’t Let Me Down           | Lennon/McCartney | Lennon           | 3:33  | Single-B-Seite von Get Back |
| 111 | The Ballad of John and Yoko | Lennon/McCartney | Lennon           | 2:59  | Single-A-Seite              |
| 112 | Across the Universe         | Lennon/McCartney | Lennon           | 3:48  | vom Album Let It Be         |
| 113 | For You Blue                | Harrison         | Harrison         | 2:32  | vom Album Let It Be         |
| 114 | Two of Us                   | Lennon/McCartney | Lennon/McCartney | 3:37  | vom Album Let It Be         |
| 115 | The Long and Winding Road   | Lennon/McCartney | McCartney        | 3:38  | vom Album Let It Be         |
| 116 | Let It Be                   | Lennon/McCartney | McCartney        | 4:03  | vom Album Let It Be         |

Seite 2
| Nr. | Titel                   | Autor            | Leadgesang                            | Länge | Erstveröffentlichung |
| --- | ----------------------- | ---------------- | ------------------------------------- | ----- | -------------------- |
| 117 | Come Together           | Lennon/McCartney | Lennon                                | 4:20  | vom Album Abbey Road |
| 118 | Something               | Harrison         | Harrison                              | 3:03  | vom Album Abbey Road |
| 119 | Maxwell’s Silver Hammer | Lennon/McCartney | McCartney                             | 3:27  | vom Album Abbey Road |
| 120 | Octopus’s Garden        | Starkey          | Starr                                 | 2:51  | vom Album Abbey Road |
| 121 | Here Comes the Sun      | Harrison         | Harrison                              | 3:05  | vom Album Abbey Road |
| 122 | Because                 | Lennon/McCartney | Lennon, McCartney und Harrison        | 2:45  | vom Album Abbey Road |
| 123 | Golden Slumbers         | Lennon/McCartney | McCartney                             | 1:31  | vom Album Abbey Road |
| 124 | Carry That Weight       | Lennon/McCartney | McCartney, Lennon, Harrison und Starr | 1:36  | vom Album Abbey Road |
| 125 | The End                 | Lennon/McCartney | McCartney                             | 2:05  | vom Album Abbey Road |
| 126 | Her Majesty             | Lennon/McCartney | McCartney                             | 0:23  | vom Album Abbey Road |